# 98-ма піхотна дивізія (Третій Рейх)
98-ма піхотна дивізія (Третій Рейх) (нім. 98. Infanterie-Division) — піхотна дивізія Вермахту за часів Другої світової війни. Дивізія 5-ї хвилі мобілізації Сухопутних військ Третього Рейху брала участь у Французькій кампанії, билася на Східному та Італійському фронтах.

## Історія
98-ма піхотна дивізія сформована 18 вересня 1939 на навчальному центрі Графенвер (нім. Truppenübungsplatz Grafenwöhr) у XIII військовому окрузі під час 5-ї хвилі мобілізації Вермахту. Особовий склад, що надходив на укомплектування дивізії, в основному мав бойовий досвід Польської кампанії. До початку загального наступу німецьких військ на Західному фронті, підрозділи з'єднання займалися бойовою підготовкою, проходили етапи бойового злагодження на полігонах Німеччини.

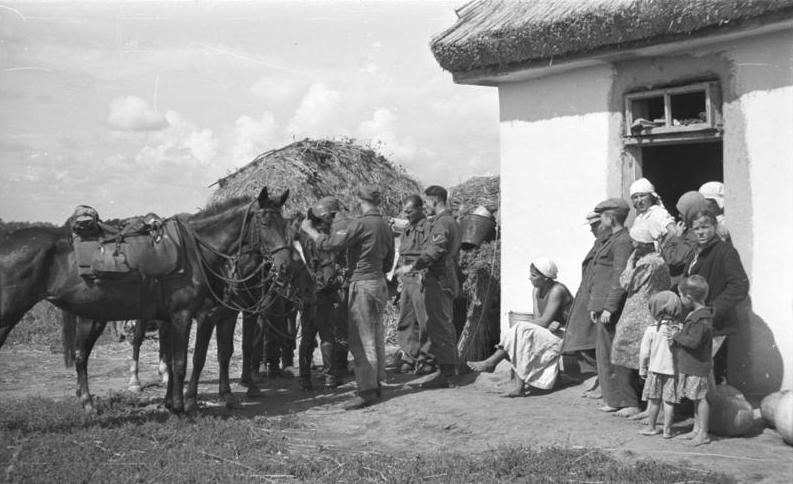
Німецькі війська в Україні. 1 вересня 1941

Карта Ржевського виступу з дислокацією 98-ї піхотної дивізії напередодні початку операції «Бюффель». Ржевська битва. Зима 1943

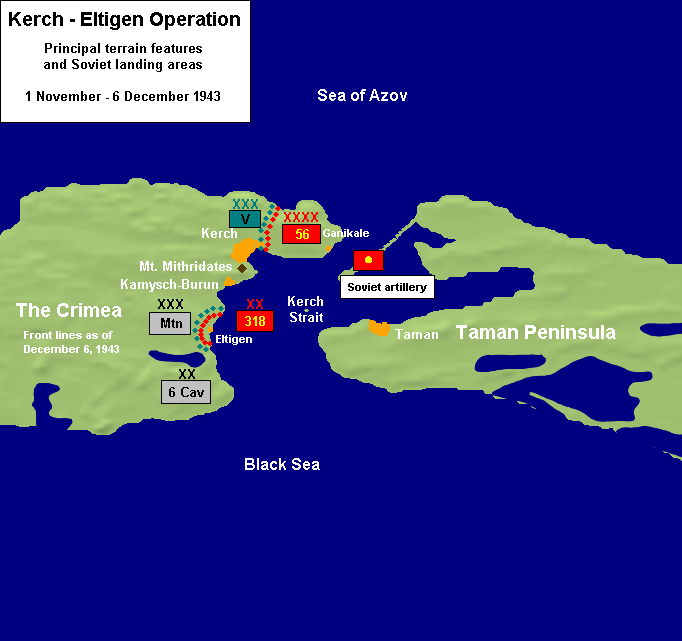
Карта Керченсько-Ельтигенської десантної операції, де билася 98-ма піхотна дивізія. Листопад-грудень 1943

Взимку 1939–1940 98-му дивізію передислокували на західні кордони Рейху і включили до штату IX-го армійського корпусу 1-ї армії. У Французькій кампанії дивізія брала участь у бойових діях майже з першого дня, билася у Люксембурзі, Бельгії, на півночі Франції. В операції «Рот» вела бої з формуваннями французької армії під Орлеаном. Деякий час розташовувалася у Пітів'є.
З серпня 1940 до лютого 1941 98-ма піхотна дивізія була тимчасово розпущена. Напередодні вторгнення до Радянського Союзу, з'єднання було знов укомплектоване ветеранами дивізії й зосереджене у районі французьких міст Шалон-ан-Шампань і Еперне, де її підрозділи змінили 78-му та 253-ю піхотні дивізії, що прямували на східні кордони Рейху. Але вже наприкінці червня 1941 98-му змінила з окупаційними функціями нова — 335-та піхотна дивізія, а 98-му направили на східну ділянку німецько-радянського фронту, як резерв ОКХ.
З липня 1941 дивізія увійшла, як посилення LI-го армійського корпусу 6-ї армії, що бився з військами Південно-Західного фронту генерала Кирпоноса під Рівним, Житомиром, Радомишлем, Барановкою, Малином, Києвом та Черніговом.
У запеклих боях в Україні дивізія зазнала серйозних втрат і значно втратила свій бойовий потенціал. Через високі втрати три батальйони дивізії були скорочені (II./282, III./289, III./290), й надалі з'єднання вело бойові дії в скороченому складі.
На початку жовтня 98-му дивізію передали до складу ударного угруповання групи армій «Центр», що готувався до операції «Тайфун», рішучого наступу гітлерівських військ на Москву. Дивізія увійшла до XII-го армійського корпусу 4-ї танкової групи генерал-полковника Е. Гепнера. Через значний брак військової техніки, що була втрачена у попередніх боях з радянськими військами, на дооснащення дивізії була надані трофейні радянські танки Т-26 та Т-70, а також захоплені бронеавтомобілі типу БА-6 і БА-10.
10 жовтня 1941 німецькі XII-й генерала від інфантерії В.Шрота і XIII-й армійські корпуси генерала від інфантерії Г. Фельбера проривають оборону на Калузькому і Малоярославецькому напрямах. 98-ма піхотна дивізія діяла в першому ешелоні наступаючих військ, вела запеклі бої під Рославлем, Кіровом, Можайськом, на річці Нара.
Після важких та кровопролитних боїв на московському напрямку, дивізія практично вичерпала свій потенціал, а після переходу радянських військ у контрнаступ перейшла до оборони в районі Юхнова та річки Угра.
Протягом зими 1942 — зими 1943 дивізія вела затяті оборонні бої у Ржевському виступі. Під час Ржевської битви формування 98-ї піхотної дивізії протистояли спробам радянських Західного і Калінінського фронтів вибити війська німецької групи армій «Центр» на Ржевсько-Сичовському напрямку в районі Гжатська.
17 січня 1943 року радянські частини Калінінського фронту опанували місто Великі Луки. У результаті цього німецькі війська опинились перед загрозою оточення на Ржевському виступі. 6 лютого, після багаторазових звернень командування групи армій «Центр» і начальника Генштабу генерала Цейтлера, Гітлер дозволив відвести 9-ту і частину 4-ї армії на лінію Духовщина — Дорогобуж — Спас-Деменськ. німецьке командування розпочало поступове виведення своїх військ за планом операції «Бюффель». 30 березня 1943 року евакуація німецьких військ із Ржевського виступу була завершена.
98-ма піхотна дивізія після виходу з-під Ржеву була виведена до резерву на доукомплектування та відновлення боєздатності. Протягом весни 1943 вона перебувала у районі Брянська, Мглина.
У середині червня 1943 дивізію передислоковують на південний фланг німецько-радянського фронту, через Крим з'єднання перекидають на Таманський півострів, де вона входить до складу XXXXIV-го армійського корпусу 17-ї армії групи армій «A», що б'ється на Кубані за утримання плацдарму на Північному Кавказі.
Протягом літа-осені 1943 98-ма піхотна дивізія вела бойові дії на Кубані, згодом відступила до Криму, тримала оборону в районі Керчі. З висадкою радянського морського десанту зазнала значних втрат у живій силі та техніці, відступала вглиб Кримського півострову. У складі V-го армійського корпусу вела бої на Керченському півострові, на мисі Тархан, з боями відступала до Севастополя, де була практично розгромлена весною 1944 року. У травні 1944 залишки дивізії встигли евакуювати до Румунії.
Рештки дивізії були зосереджені спочатку в Румунії, а згодом у Хорватії, поблизу Загреба. 5 червня 1944 98-ма піхотна дивізія розпочала повне реформування на фондах вцілілих військ та додатково підрозділів 387-ї піхотної дивізії та інших формувань, що евакуювали з Криму. До серпня 1944 дивізія відновила свою боєздатність і передана до складу LXXVI-го танкового корпусу 10-ї армії.
98-ма піхотна дивізія брала участь у бойових діях на Італійському театрі дій до кінця Другої світової війни. Билася поблизу Ріміні, Імола, Ровіго, Болоньї, Луго на півночі Італії. Капітулювала 8 травня 1945 американським військам у передгір'ях Східних Альп.

## Райони бойових дій
- Німеччина (вересень 1939 — травень 1940);
- Франція (травень 1940 — липень 1941);
- Східний фронт (південний напрямок) (липень — жовтень 1941);
- Східний фронт (центральний напрямок) (жовтень 1941 — березень 1943);
- Східний фронт (південний напрямок) (березень 1943 — травень 1944);
- Румунія (травень 1944);
- Хорватія (травень — серпень 1944);
- Італія (серпень 1944 — травень 1945).

## Командування

### Командири
- генерал-майор Еріх Шрек (нім. Erich Schröck) (18 вересня 1939 — 11 квітня 1940);
- генерал-лейтенант Герберт Штіммель (нім. Herbert Stimmel) (11 квітня — 10 червня 1940);
- генерал-майор, з 1 червня 1941 генерал-лейтенант Еріх Шрек (10 червня 1940 — 31 грудня 1941);
- оберст, з 1 лютого 1942 генерал-майор, з 1 березня 1943 генерал-лейтенант Мартін Гарайс (нім. Martin Gareis) (31 грудня 1941 — 1 лютого 1944);
- генерал-майор, з 1 вересня 1944 генерал-лейтенант Альфред Герман Райнгардт (нім. Alfred Reinhardt) (1 лютого 1944 — 11 квітня 1945);
- генерал-майор Отто Шіль (нім. Otto Schiel) (11 квітня — 8 травня 1945).

### Підпорядкованість
| Час      | Корпус                 | Армія                  | Група армій (округ)            | Штаб                    |
| -------- | ---------------------- | ---------------------- | ------------------------------ | ----------------------- |
| 1939     |                        |                        |                                |                         |
| грудень  | IX-й ак                | 1-ша армія             | Група армій «C»                | Саарпфальц              |
| 1940     |                        |                        |                                |                         |
| січень   | IX-й ак                | 1-ша армія             | Група армій «C»                | Саарпфальц              |
| червень  | V-й ак                 | 6-та армія             | Група армій «B»                | Франція                 |
| липень   | —                      | 9-та армія             | Група армій «A»                | Франція                 |
| серпень  | тимчасово розформована | тимчасово розформована | тимчасово розформована         | тимчасово розформована  |
| 1941     |                        |                        |                                |                         |
| січень   | тимчасово розформована | тимчасово розформована | тимчасово розформована         | тимчасово розформована  |
| березень | LX-е КОП               | 1-ша армія             | Група армій «D»                | Франція                 |
| квітень  | XXVII-й ак             | 1-ша армія             | Група армій «D»                | Франція                 |
| липень   | Резерв ОКГ             | Резерв ОКГ             | Резерв ОКГ                     | Україна                 |
| серпень  | LI-й ак                | 6-та армія             | Група армій «Південь»          | Київ                    |
| жовтень  | XII-й ак               | 4-та танкова група     | Група армій «Центр»            | Вязьма, Підмосков'я     |
| грудень  | LVII-й мк              | 4-та армія             | Група армій «Центр»            | Підмосков'я             |
| 1942     |                        |                        |                                |                         |
| січень   | LVII-й мк              | 4-та армія             | Група армій «Центр»            | Юхнов                   |
| лютий    | XII-й ак               | 4-та армія             | Група армій «Центр»            | Юхнов                   |
| вересень | резерв армії           | 3-тя танкова армія     | Група армій «Центр»            | Гжатськ                 |
| жовтень  | IX-й ак                | 3-тя танкова армія     | Група армій «Центр»            | Гжатськ                 |
| 1943     |                        |                        |                                |                         |
| січень   | IX-й ак                | 3-тя танкова армія     | Група армій «Центр»            | Гжатськ                 |
| лютий    | XX-й ак                | 4-та армія             | Група армій «Центр»            | Спас-Деменськ           |
| квітень  | XII-й ак               | 4-та армія             | Група армій «Центр»            | Спас-Деменськ           |
| травень  | резерв армії           | 4-та армія             | Група армій «Центр»            | Брянськ                 |
| липень   | XXXXIV-й ак            | 17-та армія            | Група армій «A»                | Кубань                  |
| жовтень  | XXXXIX-й гк            | 17-та армія            | Група армій «A»                | Кубань                  |
| листопад | V-й ак                 | 17-та армія            | Група армій «A»                | Крим                    |
| 1944     |                        |                        |                                |                         |
| січень   | V-й ак                 | 17-та армія            | Група армій «A»                | Крим                    |
| квітень  | V-й ак                 | 17-та армія            | Група армій «Південна Україна» | Севастополь             |
| травень  | Резерв групи армій     | Резерв групи армій     | Група армій «Південна Україна» | Румунія                 |
| червень  | Евакуація              | Евакуація              | Група армій «F»                | Загреб                  |
| липень   | LXIX-й ак              | 2-га танкова армія     | Група армій «F»                | Хорватія                |
| серпень  | LXXVI-й тк             | 10-та армія            | Група армій «C»                | Ріміні                  |
| жовтень  | LI-й ак                | 10-та армія            | Група армій «C»                | Апенніни                |
| листопад | XIV-й тк               | 10-та армія            | Група армій «C»                | Апенніни                |
| 1945     |                        |                        |                                |                         |
| січень   | —                      | 10-та армія            | Група армій «C»                | Сеніо                   |
| лютий    | LXXVI-й тк             | 10-та армія            | Група армій «C»                | Сеніо, По, Східні Альпи |

### Склад
| Вересень 1939                          | 1941                                                  | 1944                                          | 1945                      |
| -------------------------------------- | ----------------------------------------------------- | --------------------------------------------- | ------------------------- |
| 282-й піхотний полк                    | 282-й піхотний полк                                   | 282-й гренадерський полк                      | 117-й гренадерський полк  |
| 289-й піхотний полк                    | 289-й піхотний полк                                   | 289-й гренадерський полк                      | 289-й гренадерський полк  |
| 290-й піхотний полк                    | 290-й піхотний полк                                   | —                                             | 290-й гренадерський полк  |
| 198-й артилерійський полк              |                                                       |                                               |                           |
| 198-й велосипедний батальйон           | —                                                     | —                                             | —                         |
| 198-й протитанковий дивізіон           | 198-й розвідувальний самохідно-протитанковий дивізіон | 198-й самохідно-протитанковий дивізіон        | 3-тя зенітна батарея      |
| —                                      | —                                                     | 98-й фузилерний батальйон                     | 98-й фузилерний батальйон |
| 198-й інженерний батальйон             |                                                       |                                               |                           |
| 198-й дивізійний батальйон зв'язку     |                                                       |                                               |                           |
| 198-ме дивізійне управління постачання | 198-ме дивізійне управління постачання                | 198-ме управління постачання піхотної дивізії | 198-й полк забезпечення   |
| —                                      | —                                                     | 198-й запасний батальйон                      | 198-й запасний батальйон  |

## Нагороджені дивізії
Нагороджені дивізії
Нагороджені Сертифікатом Пошани Головнокомандувача Сухопутних військ для військових формувань Вермахту за збитий літак противника
- 16 жовтня 1941 — 3-тя рота 198-го запасного батальйону дивізії за дії 21 січня 1945 поблизу Альтедо (№?).

|  | Кавалери Золотого Німецького Хреста                                                                        | 71                                                                                 |
|  | Кавалери Срібного Німецького Хреста                                                                        | 1                                                                                  |
|  | Кавалери Лицарського хреста Залізного хреста з Дубовим листям та Мечами                                    | 1 (№ 118 командир 98-ї пд генерал-лейтенант Альфред Герман Райнгардт — 24.12.1944) |
|  | Кавалери Лицарського хреста Залізного хреста                                                               | 24 у тому числі 1 непідтверджене                                                   |
|  | Кавалери Почесної застібки Сухопутних військ «Почесна застібка на орденську стрічку для Сухопутних військ» | 30                                                                                 |
|  | Кавалери ордену Михая Хороброго ІІІ ступеня (Румунія)                                                      | 1                                                                                  |

- Нагороджені Сертифікатом Пошани Головнокомандувача Сухопутних військ (4)
- Нагороджені Сертифікатом Пошани Головнокомандувача Сухопутних військ за збитий літак противника (2)